# ゲラン・ド・プロヴァンス
ゲラン・ド・プロヴァンス（Guerin de Provence, ? - 853年）またはガラン（Garin）、ワラン（Warin）、ヴェルナー（Werner）は、オーヴェルニュ伯、シャロン伯、マコン伯、オータン伯、アルル伯、および、プロヴァンス公、ブルゴーニュ公、トゥールーズ公。ゲランはマルセイユ基地およびシャロン＝シュル＝ソーヌの要塞のサラセン人から領土を守り、平定した（834年）。また、ルートヴィヒ1世時代およびその死後のヴェルダン条約（843年）までの内戦に数多く参加した。ゲランに関する記述は、特許状や『皇帝ルドヴィクスの生涯（Vita Hludovici）』などの年代記でうかがい知ることができる。

## 生涯
ゲランの出自については、不明な点が多い。セプティマニア辺境伯ベルナール1世の妻ドゥオダによって書かれた『手引書（Liber Manualis）』に基づいて、ギヨーム・ド・ジェローヌとその二度目の妻ギブールの息子であると考えられている。または、アキテーヌ公ワイファリから領地を守ったシャロン伯アダラールの息子もしくは孫であり、相続、あるいは父もしくは祖父の功績により王から与えられ、シャロン伯となったともみられている。また、ゲランはゲラン1世とゲラン2世の2人の人物であったとも言われている。現在は一般的に、ゲランはギヨーム・ド・ジェローヌの子孫ではなく、ゲランは2人の人物でもないと考えられている。当時の文献より、ゲランがセプティマニア辺境伯ベルナール1世と近しい間柄であったとみられ、850年代から860年代にかけての特許状にも親類の「ゲラン伯」の記述がみられる。また、ゲランはオーヴェルニュ伯ベルナール1世の兄ともいわれている。
818年、ルートヴィヒ1世はゲランにオーヴェルニュの地を与えたが、それはゲランの妻がおそらくオーヴェルニュ伯イティエ（Ithier）の娘であった関係によると考えられている。825年、ゲランはマコン司教イルデバールと領地を交換し、クリュニーの町を受け取った。
『フランク王国年代記』および『皇帝ルドヴィクスの生涯』によると、819年にゲランはトゥールーズ伯ベランジェとともにガスコーニュに侵攻し、ガスコーニュ公ルプ3世の反乱を鎮圧した。820年までにはガスコーニュは制圧され、カロリング家の支配下に戻ったが、ピレネー山脈の向こう側のナバラまでは及ばなかった。
840年7月24日、ストラスブールでロタール1世が甥アキテーヌ王ピピン2世とともに新たに乱を起こし、自ら皇帝位を宣言し、ロワールに侵攻した。オセール伯エルマンゴー3世、サンス伯アルヌール（Arnulf de Sens、ルートヴィヒ1世の庶子）、オータン司教オードリ（Audri d'Autun）、パリ伯ジェラール2世らがロタールに忠誠を誓う中、ゲランとアダルベール（オーディベール）・ダヴァロンはシャルル2世側にとどまった。841年3月、シャルル側についたブルゴーニュ勢がゲランに従いアキテーヌに赴き、ロタールとピピンを追い出した。同年5月、ゲランはトゥールーズ公およびプロヴァンス公（dux cum Tolosanis et Provincianis）として、 シャロン＝シュル＝マルヌでシャルルおよびルートヴィヒ2世側に合流した。一方、6月にはピピンがオセールでロタールに合流した。841年6月25日、ロタールとピピンはフォントノワの戦いを開始し、当初は優勢であったが、ゲラン率いるプロヴァンス軍が到着すると、シャルル側が優位となった。
シャルルはセプティマニア辺境伯ベルナールを追い出すため、842年にゲランをトゥールーズに派遣し、843年にはゴティアに向かった。同年8月のヴェルダン条約成立の後は、ゲランはロタールのもとでプロヴァンス公となった。ゲランは829年頃にプロヴァンス公レビュルフ（Leibulf de Provence）の後をうけプロヴァンス公となっていたとみられている。844年、ベルナールの子ギヨーム・ド・セプティマニーから取り上げたオータンを与えられた。ベルナールは843年にゲランによってユゼスで捕縛され、844年にシャルルによって処刑されていた。845年、Fulcradがゲランに代わってプロヴァンス公となり、マルセイユはアダルベール（オーディベール）のものとなった。

## 子女
ゲランはアルバーヌ（アヴァ）と結婚し、以下の子女をもうけた。
- イザンバール - オータン伯、バルセロナ伯。
- エルマンガルド - オーヴェルニュ伯ベルナール1世の娘ともされる。オーヴェルニュ伯ベルナール2世と結婚、アキテーヌ公ギヨーム1世の母。